# 2016 en informatique
| Années de l'informatique : 2013 - 2014 - 2015 - 2016 - 2017 - 2018 - 2019    |
| Décennies de l'informatique : 1980 - 1990 - 2000 - 2010 - 2020 - 2030 - 2040 |

Cet article présente les faits marquants de l'année 2016 en informatique.

## Événements
- 21 mars : mort d'Andrew Grove, cofondateur et président d'Intel

## Normes
- Mai 2016 : publication de la RFC 7878 sur le protocole DNS over TLS (DoT).

## Sécurité
8 356 attaques en DDOS ont été détectées en 2016 dans la zone Europe Middle East & Africa en 2016 selon l'éditeur F5 Networks.

### Système d'exploitation
- 3e trimestre 2016 : Windows Server 2016[2]
- Avril 2016 : sortie de la version 16.04 de GNU/Linux Ubuntu[3]
- Microsoft Windows arrive pour la première fois en dessous de 90 % de part de marché des OS dans le monde[4] et Linux dépasse pour la première fois les 2 %.

## Matériel
- Sortie de disques SSD de 16 To
- Sortie de processeurs 22 cœurs (Intel E5-2600 v4) et 24 cœurs (Intel E7-8800 v4)
- AMD lance l'A10-7890K et l'Athlon X4 880K
- Intel prévoit 6,4 milliards d'objets connectés en 2016[5]
- Sortie de la gamme de cartes graphiques GeForce GTX 1000 par Nvidia.

## Décès
- 1er mai : Solomon W. Golomb (né en 1932), mathématicien et informaticien américain.
- 13 mars : Hilary Putnam (mort en 1926), philosophe et logicien américain.
- 21 mai : Jane Fawcett (née en 1921), mathématicienne et cryptologue britannique.
- 26 mai : Zoltán Ésik (né en 1951), mathématicien, informaticien théoricien et logicien hongrois.
- 2 juillet : Rudolf Kalman (né en 1930), mathématicien et automaticien américain d'origine hongroise.
- 31 juillet : Seymour Papert (né en 1928), mathématicien et informaticien sud-africain.
- 19 septembre : Boris Trakhtenbrot (né en 1921), informaticien théoricien, logicien et mathématicien roumain, soviétique, devenu israélien.